# Corydalis meyori
Corydalis meyori är en vallmoväxtart som beskrevs av Lidén, R.Mili och B.Saikia. Corydalis meyori ingår i släktet nunneörter, och familjen vallmoväxter. Inga underarter finns listade i Catalogue of Life.